# پانوراما پارک (آیووا)
پانوراما پارک (به انگلیسی: Panorama Park) شهری در ایالت آیووا کشور ایالات متحده آمریکا است که جمعیت آن در سرشماری سال ۲۰۱۰ میلادی، ۱۲۹ نفر بوده‌است.